# 四日市市立富洲原中学校
四日市市立富洲原中学校（よっかいちしりつ とみすはらちゅうがっこう）は、三重県四日市市天カ須賀5丁目（富洲原地区天ヶ須賀島崎町自治会区域）にある公立中学校。四日市市立富洲原小学校の校区の児童が進学するケースが大部分である。校名の富洲原は四日市市北部地域の旧三重郡富洲原町を前身とする地区名の「富洲原」に由来する。

## 沿革
- 1947年（昭和22年）3月31日 - 四日市市立富洲原小学校の卒業生が進学する富洲原地区を校区とする四日市市立富洲原中学校の設置が認可される。
- 1947年（昭和22年）6月15日 - 四日市市立富洲原中学校が開校する。四日市市立富洲原小学校付近の住吉町に位置した。
- 1948年（昭和23年）5月20日 - 富田地区の四日市市立富田中学校と合併して、北部地域を意味する四日市市立北部中学校と改称して、四日市市立富田小学校に校舎を建設して開校する[1]。
- 1948年（昭和23年）5月23日 - 四日市市の学校再配置により富田地区の四日市市立富田中学校と合併して、四日市市立北部中学校と改称して富田小学校の校舎で開校している。新制富田中学校は、四日市市立富洲原中学校と合併して四日市市立北部中学校を開設すると共に、富田浜駅西側の校舎の富田小学校の浜分校を中心に富田小学校の第6校舎を移築して、1949年（昭和24年）5月に新たに東茂福町に四日市市立富田中学校が建設された[2]。
- 1949年（昭和24年）1月20日 - 元富洲原中学校生徒を四日市市立北部中学校より分離し、北部中学校富洲原分校として、天ヵ須賀住吉町善太の新校舎及び富洲原小学校校舎に分かれて授業を開始する。
- 1949年（昭和24年）3月31日 - 四日市市立北部中学校から富洲原地区を正式に分離して、四日市市立富洲原中学校を復活する。
- 1949年（昭和24年）5月8日 - 天ヵ須賀住吉町の平田紡績工場近隣の善太地区の校舎が完成する。落成式が実施される。
- 1957年（昭和32年）9月8日 - 新校舎が完成して、天ヶ須賀地区の島崎町に移転する。
- 1959年（昭和34年）9月26日 - 伊勢湾台風で被災して床上2mの浸水に合い、学校施設や教育設備が壊滅的な被害を受けた。
- 1971年（昭和46年）3月5日 - 放火で更衣室と体育用具室が焼失する。
- 1989年（平成元年） - 四日市市立富洲原中学校のオープンスペースを持つ新校舎が完成する。四日市市の三滝中学校に続くモデル校舎として建設された[3]。
- 2001年（平成13年）4月1日 - D組として障害児の特別支援学級が設置される。
- 2003年（平成15年）4月1日 - 四日市市立富洲原小学校との「小中学びの一体化」の共同研究が開始される。
- 2004年（平成16年）1月16日 - 大阪教育大学附属池田小事件の教訓から監視カメラと防犯灯の増設工事が完成する。
- 2013年（平成25年）校舎を改造して、学校が富洲原地区の津波避難ビルに指定される。
- 2023年（令和5年）4月10日に中学校給食がスタートしている。令和初期に特別支援学級が2学級と1年生から3年生の各学年2クラスの合計8学級と「ほっとルーム」（情緒等通級指導教室）、登校サポートのための「さくら教室」の体制になる。

## 校歌
伊勢の海原旭朝日がのぼる富洲原中学校の校歌歌詞の思想は須賀浦海水浴場のここ須賀浦の松青くの天ヶ須賀の海水浴場の観光文化思想である。軍歌の軍艦マーチと近代科学の粋をいく工業日本の四日市コンビナートの工業化を推進する富洲原中学校の校歌思想である。

## 校舎
平成元年度に完成した新校舎の構造は箱型校舎を匂配屋根として、1階から3階までの多目的ホールがあり、各階にピアノが設置されている。デザインと意匠については、塔の形を錨で表現して、南北に窓を設置して、天ヶ須賀地区・富田一色地区・松原地区の3地域を表現して、東と西面に港町富洲原としての伝統と近代科学の枠を集めた工業都市四日市を表す2つの窓を設置している。階段東西には四日市市の四と表現する四つの小窓があり、地震や火災に対する避難や災害対策のために、教室練の校舎の南側にバルコニーが創設された。富洲原中学校校舎の東側の生徒入口の正面と2本の柱に美術科を担当していた教員のデザインで国語科の教科書の作品のクッピーと水草の陶板が貼られている。学校区の富洲原地区は令和初期まで下町に昭和レトロ文化の天ぷら店や漁網工場が残っている四日市北部の昭和ルネサンス都市である。保守系国会議員の片岡恒一及び平田耕一衆議院議員の選挙地盤で元号使用文化や専業主婦思想など保守文化が強い地域が富洲原地区である。昭和56年に富洲原地区市民センター完成を記念して富洲原住民からのデザイン公募で『前進・向上と親睦』をテーマに富洲原のカタカナ表記のトを基本デザインとした。富田一色及び天ヶ須賀地区と松原地域の暮らし及び学びふれあいの3つの輪をデザインとした。昭和63年度から平成元年度にわたる継続事業として、1989年（平成元年）9月5日に竣工式が実施された。富洲原中学校の校舎は四日市市立三滝中学校につぐモデル校舎として、学校のイメージを変えて、潤いのある地域性を表現したデザインの鉄筋コンクリートの3階建てだった。校舎など学校設備の内容は充実している。平田紡績の富洲原漁網工場の跡地にバブル期に地産グループの高層マンション設計の大型住宅団地の建設が計画されていた事から、生徒増加を予想して4クラスから5クラスに増設して1年A組から～1年E組までの1年生の5クラスと2年A組から～2年E組までの2年生の5クラスと3年A組から～3年E組までの3年生の5クラスの普通教室の合計15個クラス分の普通教室が設置された。その他の設備として会議室と教育相談室と生徒会室と昇降口などであった。階段東西には四日市の四と表現する四つの小窓があり、また避難や防災のために、教室練校舎の南側のバルコニーが生徒の心の芸術となっている。

## 学校組織

### 専門委員会
- 合唱委員会（二学期に各学級で男子1名、女子1名で構成）
- 保健体育委員会（各学級で男子1名、女子1名で構成）
- 文化委員会（各学級で男子1名、女子1名で構成）
- 図書委員会（各学級で男子1名、女子1名で構成）
- 放送委員会（各学級で男子1名、女子1名で構成）
- 整美委員会（各学級で男子1名、女子1名で構成）
- 生活委員会（各学級で男子1名、女子1名で構成）

### 生徒会
- 生徒会会長（3年生から1名を生徒全員の生徒会選挙で選出する）
- 生徒会副会長（3年生から1名を生徒全員の生徒会選挙で選出する）
- 書記（3年生から1名を生徒全員の生徒会選挙で選出する）
- 会計（3年生から1名を生徒全員の生徒会選挙で選出する）
- 学級委員会（各学級で全員で構成。各学級の男子1名、女子1名で構成されている）
- 専門委員会（専門委員長全員で構成。）

### 学級役員
- 学級委員長（各学級で構成される学級委員会で各学級で男子1名、女子1名を学級の選挙で選出する。平成5年度までは室長制度だった。室長（男子）、副室長（女子）が慣例となっていたので男女平等の男女1名ずつ学級委員制度となった）
- 書記（各学級で1名を選出する）

### クラブ
運動部
- 野球部（男子）
- バスケットボール部（女子のみ。男子バスケットボールは平成末期に廃部になった）
- 硬式テニス部（男女）
- バレーボール部（女子）
- 卓球部（男女）

文化系クラブ
- 環境部（平成7年に皇學館大學出身の教頭が創設した環境園芸活動部。男女）
- 美術部（男女）

廃止
- 剣道部（男女の愛好会で武道館で部外指導者が担当していたが令和初期に廃部になった）
- サッカー部（男子部員だけの部活動でだったが令和初期に廃部になった）
- 女子ソフトボール部（平成6年に廃部）
- 水泳部
- 音楽部（合唱活動部で男女の部活動であったが女子生徒が大半。令和初期に廃部となった）

## 学校行事
1. 体育祭
2. 文化祭（合唱コンクール）
3. 修学旅行（東京都方面又は広島県方面)

修学旅行先は東京方面が主流だが一部例外があり昭和49年度生まれや一部平成生まれは東京方面以外の広島市の原爆平和学習や神戸市の中華街・南京町や大阪市内のユニバーサル・スタジオ・ジャパン方面が修学旅行先になっている。
1. 自然教室（四日市市水沢地区自然の家）
2. ホット集会・クリーン大作戦（富洲原中学校内、天カ須賀地区の掃除）

### 体育祭
- 体育祭のチーム分けは、以下の組で構成された団によるチーム区分であった。
  1. 1年A組・2年A組・3年A組で構成のA団（赤色）
  2. 1年B組・2年B組・3年B組で構成のB団（青色）
  3. 1年C組・2年C組・3年C組で構成のC団（黄色）
  4. 1年D組・2年D組・3年D組で構成のD団（緑色）

### 合唱
合唱委員会
- 合唱を支援する合唱委員会と合唱をする音楽部が設置されている。

校歌
- 須賀浦海水浴場の松青くの歌詞がある。幾千人の歌詞があるようにかつての昭和時代の戦後期は全校生徒が約1000人（1学年約350人）が在籍していた[5]。

卒業記念CD
- 卒業記念CDが卒業生に配布される。合唱コンクールは3年生の最も優秀だったクラスに金賞が授与されて、三泗合唱コンクールに出場する。卒業記念CDには3年生が歌った合唱の青葉の歌・山のいぶき・若い翼は・旅立ちの日に・海の不思議・大地讃頌・十字架の島・ひとつの朝・時の旅人などが保存されている。

## 通学区域
富洲原小学校区と同じ通学区域である。
- 富田一色地区
  1. 富田一色町
  2. 富双2丁目
- 天ヶ須賀地区
  1. 天ヶ須賀1丁目 - 天ヶ須賀2丁目-天ヶ須賀3丁目-天ヶ須賀4丁目-天ヶ須賀5丁目
  2. 住吉町
  3. 天ヶ須賀新町
- 松原地区
  1. 松原町
  2. 平町
  3. 富州原町（富洲原小学校と甚五兵衛町自治会は富田一色地区所属）

四日市市立朝明中学校との共同学区
1. 西富田2丁目 - 西富田3丁目
2. 蒔田1丁目 - 蒔田2丁目-蒔田3丁目-蒔田4丁目
3. 松寺1丁目 - 松寺2丁目-松寺3丁目

## 学校周辺
- 四日市市富洲原地区市民センター（富田一色甚五兵衛町自治会と天ヶ須賀富洲園団地の中間に位置する）
- 塩役運河跡地の水と緑のせせらぎ広場（富田一色地区）
- 須賀浦海水浴場埋め立て地の天ヵ須賀工業団地（天ヵ須賀新町）
- 飛鳥神社（富田一色地区広小路町）
- 住吉神社（天ヶ須賀地区北町）
- 聖武天皇社（松原地区松原町）
- イオンモール四日市北（松原地区富州原町）

## アクセス
1. 近鉄名古屋線の川越富洲原駅から759m。
2. JR関西本線富田駅から1.5km。
3. 近鉄名古屋線と三岐鉄道三岐線の近鉄富田駅から1.9km[6]。

## 著名な卒業生
- 北村知隆（プロサッカー選手）
- 小川友幸（オートバイ選手）
- 大倉三佳（女子プロ野球選手）